# 休班警
休班警是一香港地區用語，字面上指不在當值期間的警員，惟近年来在香港社会使用时多具負面含义。

## 語源
休班一詞，在粵語中的意思是「不在當值期間」，「休」即為「休息」的意思。因此休班警的字面含义是指不在執勤期間的警員。该词的变体有“休班警員”、“休班警察”等。

## 負面含意
2014年雨伞运动以来，香港地區與休班警相關的负面新聞增长明顯，该词因此常用以指代成負面含义的「違法警員」，乃至有《热血时报》编著出版《有種罪犯叫休班警察》一书辑录休班警员犯罪案例。休班警一詞在香港社會中的高頻率使用，使不少媒體也為它建立了專屬分類。

## 發放警棍爭議
2019年夏天反送中運動開始，警方向休班警發放警棍以執行職務。惟被質疑此方針會加劇警民衝突，另一方面監警會前委會鄭承隆認為這會使警員的心理壓力更大。

## 休班警為題材作品

### 紀實書籍
- 《有種罪犯叫休班警察》

### 藝術電影
- 《復仇者之死》
- 《失蹤》